# Aboim
Aboim este o comună cu o populație de 650 de locuitori, situată în Portugalia de nord, districtul Porto.
Coordonate: 41° 19' 52" N, 08° 04' 11" W